# Andrei Stepanov
Andrei Stepanov (ros. Андрей Степанов, Andriej Stiepanow; ur. 16 marca 1979 w Tallinnie) – piłkarz estoński pochodzenia rosyjskiego grający na pozycji środkowego obrońcy.

## Kariera klubowa
Karierę piłkarską Stepanov rozpoczął w klubie TVMK Tallinn. W 1996 roku zadebiutował w jego barwach pierwszej lidze estońskiej. W 1998 roku odszedł z TVMK do Lelle SK, gdzie grał przez dwa lata. W 2000 roku został zawodnikiem klubu Flora Tallinn. W 2000 roku został mistrzem kraju, a w latach 2001-2003 trzykrotnie z rzędu wywalczył tytuł mistrza Estonii.
W 2004 roku Stepanov odszedł do rosyjskiego Torpeda Moskwa. Tam był podstawowym zawodnikiem i w 2004 roku został uznany Piłkarzem Roku w Estonii. W 2006 roku spadł z zespołem Torpeda z Priemjer Ligi do Pierwszej Dywizji. W 2007 roku został zawodnikiem FK Chimki, którego zawodnikiem był przez dwa lata. W 2009 roku przeszedł do Watfordu, ale rozegrał tylko jedno spotkanie w Football League Championship.
W 2009 roku Stepanov przeszedł do azerskiego Neftçi PFK, w którym występował wraz z dwoma rodakami, Dmitrim Kruglovem i Taavim Rähnem. W 2010 roku wrócił do FK Chimki, a w 2011 roku został zawodnikiem białoruskiego FK Homel.
| Sezon   | Klub             | Kraj        | Rozgrywki        | Mecze | Bramki |
| ------- | ---------------- | ----------- | ---------------- | ----- | ------ |
| 1995/96 | Marlekor Tallinn | Estonia     | Meistriliiga     | 1     | 0      |
| 1996/97 | Marlekor Tallinn | Estonia     | Meistriliiga     | 12    | 0      |
| 1997/98 | TVMK Tallinn     | Estonia     | Meistriliiga     | 3     | 0      |
| 1998    | Lelle SK         | Estonia     | Meistriliiga     | 22    | 0      |
| 1999    | Lelle SK         | Estonia     | Meistriliiga     | 21    | 0      |
| 2000    | Flora Tallinn    | Estonia     | Meistriliiga     | 24    | 0      |
| 2001    | Flora Tallinn    | Estonia     | Meistriliiga     | 26    | 1      |
| 2002    | Flora Tallinn    | Estonia     | Meistriliiga     | 22    | 2      |
| 2003    | Flora Tallinn    | Estonia     | Meistriliiga     | 26    | 3      |
| 2004    | Torpedo Moskwa   | Rosja       | Priemjer-Liga    | 23    | 1      |
| 2005    | Torpedo Moskwa   | Rosja       | Priemjer-Liga    | 24    | 1      |
| 2006    | Torpedo Moskwa   | Rosja       | Priemjer-Liga    | 16    | 0      |
| 2007    | FK Chimki        | Rosja       | Priemjer-Liga    | 23    | 0      |
| 2008    | FK Chimki        | Rosja       | Priemjer-Liga    | 10    | 1      |
| 2008/09 | Watford F.C.     | Anglia      | Championship     | 1     | 0      |
| 2009/10 | Neftçi PFK       | Azerbejdżan | Premyer Liqa     | 2     | 0      |
| 2010    | FK Chimki        | Rosja       | Pierwyj diwizion | 8     | 0      |
| 2011    | FK Homel         | Białoruś    | Wyszejszaja liha |       |        |

## Kariera reprezentacyjna
W reprezentacji Estonii Stepanov zadebiutował 30 października 1999 roku w zremisowanym 1:1 towarzyskim spotkaniu z Irakiem. W swojej karierze grał także w eliminacjach do Euro 2000, Mistrzostw Świata 2002, Euro 2004, Mistrzostw Świata 2006, Euro 2008 i Mistrzostw Świata 2010.